# Канадей (станция)
Канадей — пассажирская и грузовая станция Куйбышевской железной дороги на линии Пенза—Сызрань. Расположена в населённом пункте Канадей Ульяновской области.  Расстояние до узловых станций (в километрах): Пенза II — 186, Новообразцовое — 55.

## История
В 1874 году рядом с селом Канадей была проложена Моршанско-Сызранская железная дорога (с 1890 года — Сызранско-Вяземская железная дорога), на которой была открыта полустанция «Канадей». Поначалу, пристанционный посёлок, был как отдельное поселение, в котором в трёх домах жило 38 человек — семьи обслуживающие железнодорожную инфраструктуру, но затем слился с селом .                                                                                                    

## Деятельность
На станции осуществляются:
- Продажа билетов на все пассажирские поезда. Приём и выдача багажа не производится[6].

## Дальнее следование по станции
По состоянию на 2024 год через станцию курсируют следующие поезда дальнего следования: 
| №         | Маршрут поезда/электрички | Прибытие | Отправление |
| 7588/6586 | Кузнецк — Сызрань-1       | 05:30    | 05:31       |
| 110Й      | Пенза — Самара            | 10:07    | 10:08       |
| 6585/7587 | Сызрань-1 — Кузнецк       | 19:39    | 19:40       |
| 109Й      | Самара — Пенза            |          |             |